# Anton I. Esterházy de Galantha

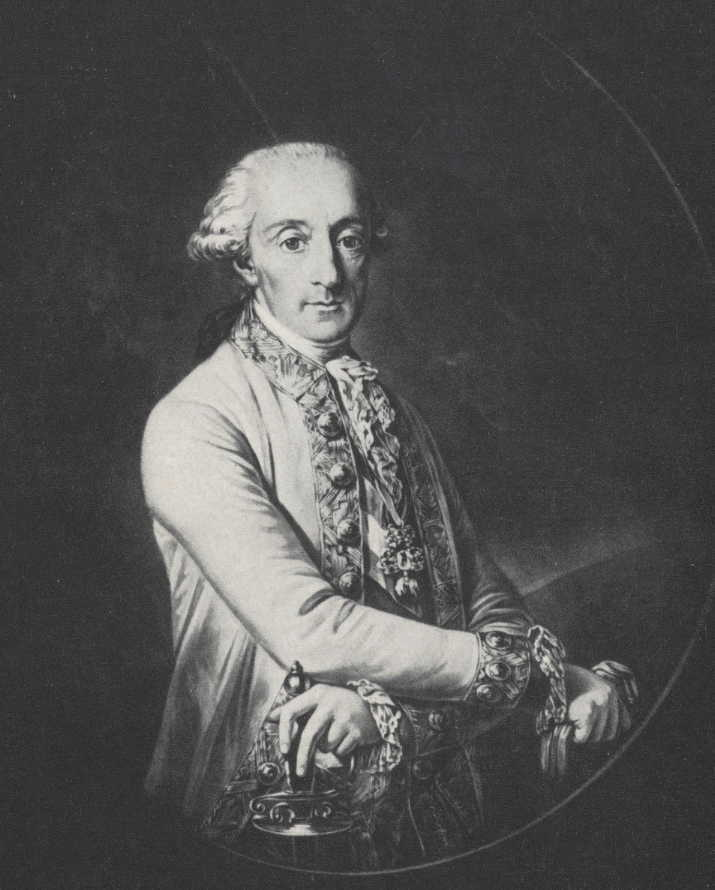

Stammbaum der Fürsten Esterházy

Fürst Anton (I.) Esterházy de Galantha (* 11. April 1738 in Wien; † 22. Januar 1794 ebenda) war der sechste Majoratsherr der Magnatenfamilie Esterházy.
Anton war Sohn von Nikolaus I. Joseph Esterházy de Galantha und Marie Elisabeth Ungnad Gräfin von Weissenwolf. Am 10. Januar 1763 ehelichte er die Gräfin Maria Theresia Erdődy von Monyorókerék und Monoszló. Sie war die Tochter von Graf Nikolaus Erdődy von Monyorókerék und Monoszló und der Maria Antonia, geb. Gräfin Batthyány-Strattmann. Maria Theresia verstarb aber bereits am 1. Mai 1782 in Wien. Am 9. August 1785 schloss Anton die zweite Ehe mit der erst siebzehnjährigen Gräfin Maria Anna von Hohenfeld, der Tochter von Graf Otto Franz von Hohenfeld und der Maria Anna, geb. Freiin vom Stain zu Jettingen.
Anton (I.) hatte wie sein Vater Nikolaus I. eine militärische Laufbahn eingeschlagen. Im Jahre 1791 wurde er Kapitän in der Königlich ungarischen Leibgarde und Ritter des Ordens vom Goldenen Vlies. Im Jahre 1792 kämpfte er ein letztes Mal für seinen Kaiser im ersten Koalitionskrieg gegen Frankreich.
Als Anton 1790 seinem Vater als Majoratsherr folgte, sah er sich mit einem Schuldenberg von 3,8 Millionen Gulden konfrontiert. Einerseits leitete er einen Sparkurs ein, der auch die Auflösung der Hofkapelle unter der musikalischen Leitung von Joseph Haydn mit sich brachte. Andererseits veranlasste er die Ergänzung der Hauptfassade des Schlosses Esterházy mit einem von einer Kolonnade getragenen Balkon sowie den Bau von Hofstallungen.
Dem Majoratsherrn wurde das Großkreuz des k.u. Sankt Stephans-Ordens verliehen.
Anton (I.) ist in der Familiengruft im Franziskanerkloster Eisenstadt bestattet. Sein Sohn Nikolaus II. folgte ihm als Oberhaupt der Forchtensteiner Linie nach.